# Eurocopter EC 725
Eurocopter EC 725 Caracal, nyní také označovaný jako Airbus Helicopters H225M, je středně těžký dvoumotorový transportní vrtulník se pětilistým nosným a čtyřlistým vyrovnávacím rotorem. Byl vyvinut společností Eurocopter na základě civilního modelu Eurocopter EC 225 Super Puma a pokračuje tak ve vývojové linii započaté typem Eurocopter Puma v 60. letech. Oproti svým předchůdcům má větší užitečné zatížení, rychlost i dolet. První prototyp vzlétl v roce 2000. Nyní je typ Caracal provozován v 10 státech.

## Pozadí vzniku
Stroj byl vyvinut jako moderní náhrada osvědčených vrtulníků Puma a Super Puma. Za základ nového typu byl použit civilní model EC 225, který je moderním derivátem typové řady Super Puma. Osvědčené prvky starších modelů byly ponechány, ovšem moderní je například pohonný systém a veškerá avionika, včetně tzv. skleněného kokpitu. Prototyp Caracalu byl zalétán 27. listopadu 2000.

## Uživatelé

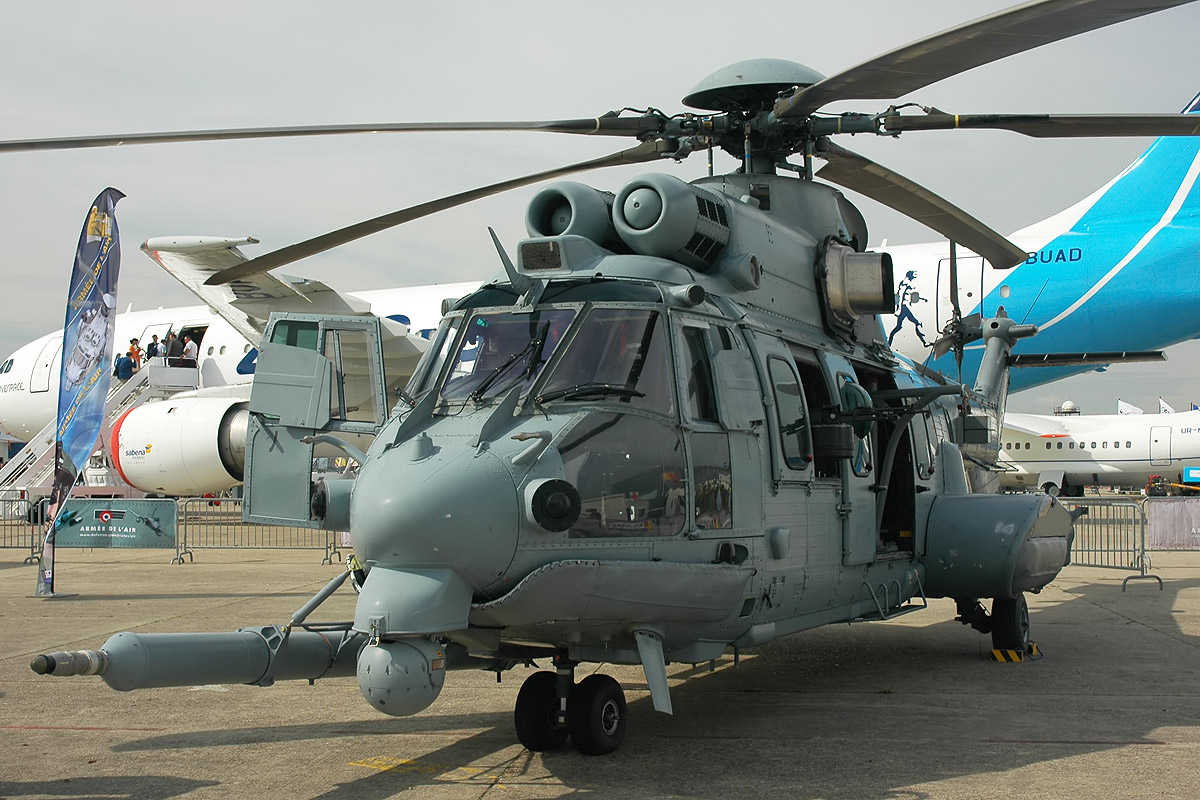
Eurocopter EC 725 Caracal

- Brazílie v roce 2008 objednala celkem 50 Caracalů, z toho 16 pro námořnictvo, 16 pro armádu a 18 pro letectvo. Vyrábí je společnost Helibras (pobočka Eurocopteru) v nové továrně v Itajubě. Dodány mají být do roku 2016.
- Francie – Do roku 2009 bylo dodáno 14 strojů pro účely Combat SAR. Byly nasazeny v Libanonu i v Afghánistánu. V roce 2009 pak bylo objednáno dalších 5.[1]
- Indonésie – V roce 2023 Indonéské letectvo převzalo osm vrtulníků H225M Caracal, které budou plnit úkoly CSAR.[3]

- Irák – Dvanáct vrtulníků H225M Caracal objednáno jako náhrada za ruské Mil Mi-17.[4]

- Kazachstán – Země objednala roku 2012 celkem 20 strojů Caracal.[2]
- Kuvajt - Objednáno 30 kusů.[5]
- Maďarsko - V prosinci 2018 si Maďarsko objednalo 16 strojů.[6]
- Malajsie – Malajsijské královské letectvo získá v letech 2012–2014 celkem 12 strojů pro mise SAR.[1]
- Mexiko – Mexické letectvo doposud objednalo 12 Caracalů a námořnictvo dalších devět strojů.[1]
- Nizozemsko – Nizozemské královské letectvo má objednáno 14 vrtulníků, jejichž dodávky mají začít v roce 2028.[7][8][9]
- Saúdská Arábie – Země provozuje 11 Caracalů pro službu SAR.[2]
- Thajsko - Objednány 4 vrtulníky.[10]

## Specifikace

### Technické údaje
- Posádka: piloti 2+1, až vojáků 27
- Délka: 19,5 m
- Průměr nosného rotoru: 16,2 m
- Výška: 4,97 m
- Hmotnost prázdného stroje: 5715 kg
- Užitečné zatížení: 5285 kg
- Pohonná jednotka: 2× turbohřídelový motor Turboméca Makila 2A1
- Výkon pohonných jednotek: 2× 1776 kW

### Výkony
- Maximální rychlost: 324 km/h
- Cestovní rychlost: 285 km/h
- Dolet: 909 km
- Praktický dostup:  6,095 m
- Stoupavost u země: 5,4 m/s m/min